# قرية ارحيل (بني هاشم)
قرية ارحيل هي إحدى قرى بني هاشم الثلاث في محافظة الزرقاء بالأردن. تُعتبر ارحيل أصغر هذه القرى، وتقع بين قريتي أبو الزيغان ودوقرة، على بعد حوالي 12 كيلومترًا من مدينة الزرقاء.

## الموقع الجغرافي
تقع قرية ارحيل ضمن لواء الهاشمية في محافظة الزرقاء. تتميز المنطقة بكونها جزءًا من التجمعات السكانية لبني هاشم في المحافظة.

## الأهمية التاريخية
تشير بعض المصادر إلى أن قرية ارحيل، أو "راحيل" كما ورد في بعض الكتابات التاريخية، كانت إحدى مستوطنتين زراعيتين أُنشئتا على الضفة الشمالية لوادي جرش. هذا يشير إلى وجود تاريخ استيطاني قديم في المنطقة، قد يعود إلى فترات سابقة.
كونها جزءًا من قرى بني هاشم، فإن لها أهمية في سياق تاريخ وتوزع هذه العشائر في الأردن. كما أن قربها من مواقع أثرية أخرى في محافظة الزرقاء، مثل خربة أبو الزيغان التي عُثر فيها على مخلفات معمارية تعود إلى العصور الحديدية والرومانية والبيزنطية والمملوكية، قد يشير إلى أن منطقة ارحيل نفسها قد تحتوي على آثار لم يتم الكشف عنها بعد أو دراستها بشكل كافٍ.

## الحاجة إلى مزيد من البحث
على الرغم من ذكرها في سياقات تاريخية وجغرافية، إلا أن المعلومات التفصيلية حول تاريخ قرية ارحيل وآثارها المحتملة لا تزال محدودة. تحتاج القرية إلى المزيد من الدراسات والأبحاث الأثرية والتاريخية لتسليط الضوء على تاريخها بشكل أعمق وتوثيق أي معالم أثرية قد تكون موجودة فيها.